# Die Krupps
Die Krupps je německá EBM/industriálně rocková skupina založená roku 1980 Jürgenem Englerem a Bernwardem Malakem v Düsseldorfu. V současnosti je skupina v sestavě: Ralf Dörper (klávesy), Marcel Zürcher (kytara), Rüdiger Esch (basová kytara) a Oliver Röhl (bicí).

## Členové
- Jürgen Engler – zpěv, kytara, syntezátor, programování
- Ralf Dörper – syntezátor, programování
- Marcel Zürcher – kytara
- Rüdiger Esch – basová kytara
- Nook – bicí, elektrické perkuse

### Bývalí členové
- Bernward Malaka – basová kytara
- Frank Köllges – bicí
- Eva Gößling – saxofón
- Christina Schnekenburger – klávesy
- Walter Jäger – ?
- Christopher Lietz – programování, samplování
- Lee Altus – kytara
- Darren Minter – bicí
- George Lewis – bicí
- Oliver Röhl – bicí
- Achim Färber – bicí

## Diskografie

### Studiová alba
- Stahlwerksymphonie (1981)
- Volle Kraft Voraus! (1982)
- Entering the Arena (1985)
- I (1992)
- II - The Final Option (1993)
- The Final Remixes (1994)
- III - Odyssey of the Mind (1995)
- Paradise Now (1997)
- The Machinists of Joy (2013)
- V - Metal Machine Music (2015)
- Stahlwerkrequiem (2016)
- Live Im Schatten Der Ringe (2016)
- Vision2020Vision (2019)

### Singly a EP
- Wahre Arbeit, Wahrer Lohn (1981)
- Goldfinger (1982)
- Machineries of Joy (1989)
- Germaniac (1990)
- Metal Machine Music (1992)
- The Power (1992)
- Tribute to Metallica (1992)
- Fatherland (1993)
- To the Hilt (1994)
- Crossfire (1994)
- Bloodsuckers (1994)
- Isolation (1995)
- Scent (1995)
- Remix Wars Strike 2: Die Krupps vs. Front Line Assembly (1996)
- Fire (1997)
- Rise Up (1997)
- Black Beauty White Heat (1997)
- Paradise now (1997)
- Wahre Arbeit, Wahrer Lohn (2005)
- Volle Kraft Null Acht (2009)
- Als Wären Wir Für Immer (12/2010)
- Industrie-Mädchen (2012)
- Risikofaktor (2013)
- Nazis On Speed (2013)
- Robo Sapien (2014)
- Battle Extreme / Fly Martyrs Fly (2015)
- Kaltes Herz (2015)
- Die Krupps & Caliban – Alive In A Glass Cage (2016)
- F*ck You (2018)
- Welcome To The Blackout (2019)

### Antologie
- Metall Maschinen Musik 91-81 Past Forward (1991)
- Rings of Steel (1995)
- Metalmorphosis of Die Krupps (1997)
- Foundation (1997)
- Too Much History. The Electro Years (Vol. 1) (2007)
- Too Much History. The Metal Years (Vol. 2) (2007)
- Too Much History. Limited edition double CD set (2007)

### Kompilace a tributní alba
- Extended Electronics (2006)
- This Is Industrial Hits Of The '90s (2007)
- Advanced Electronics Vol. 8 (2010)
- The Dark Box - The Ultimate Goth, Wave & Industrial Collection 1980-2011 (2011)
- Russian Industrial Tribute To Die Krupps (2013)
- Elektrozorn Vol. 1 (2014)